# フェデリコ2世・ゴンザーガの肖像
『フェデリコ2世・ゴンザーガの肖像』（伊: Ritratto di Federico II Gonzaga, 英: Portrait of Federico II Gonzaga）は、イタリア、ルネサンス期のヴェネツィア派の巨匠ティツィアーノ・ヴェチェッリオが1529年に制作した肖像画である。油彩。初代マントヴァ公爵フェデリコ2世・ゴンザーガを描いている。フェデリコ2世の結婚を支援するために制作されたと推測されている。現在はマドリードのプラド美術館に所蔵されている。

## 人物
フェデリコ2世・ゴンザーガはマントヴァ侯爵フランチェスコ2世・ゴンザーガとその妃イザベラ・デステとの間に生まれた。母イザベラ・デステは当代を代表する文化人であり、幼年期を優れた人文主義的教養に囲まれて過ごした。激動する政治情勢の中でフェデリコ2世は10歳から3年間を教皇ユリウス3世の人質としてローマで過ごし、1515年から1517年にかけてフランス国王フランソワ1世のもとで人質として暮らした。その後、1519年にイザベラらの影響下でマントヴァ侯爵を継承し、さらに教皇レオ10世から教皇軍の最高司令官に任命された。彼は1521年と1522年にフランス軍と戦ったが、1527年に神聖ローマ皇帝カール5世が帝国軍を率いて南下した際は同盟関係にあったために戦わなかった。結果的にこのことがローマ劫掠を引き起こした。1530年、カール5世より公爵位を授けられた。結婚についてはモンフェッラート侯爵位を狙って軽薄かつ利己的な態度を取り続けたのち、1531年にマルゲリータ・パレオロガと結婚している。その一方でイザベラと同様に芸術の後援者として知られ、1524年以降、マントヴァの宮廷画家であったジュリオ・ロマーノにテ離宮の建設と室内装飾を依頼し、また《オウィディウスの間》を飾るためにコレッジョに4点の神話画連作《ユピテルの愛》を発注した。ティツィアーノがマントヴァ宮廷と関係を持ったのは1523年以降のことで、1528年からフェデリコ2世が死去する1540年にかけて30枚以上の絵画を制作している。

## 作品

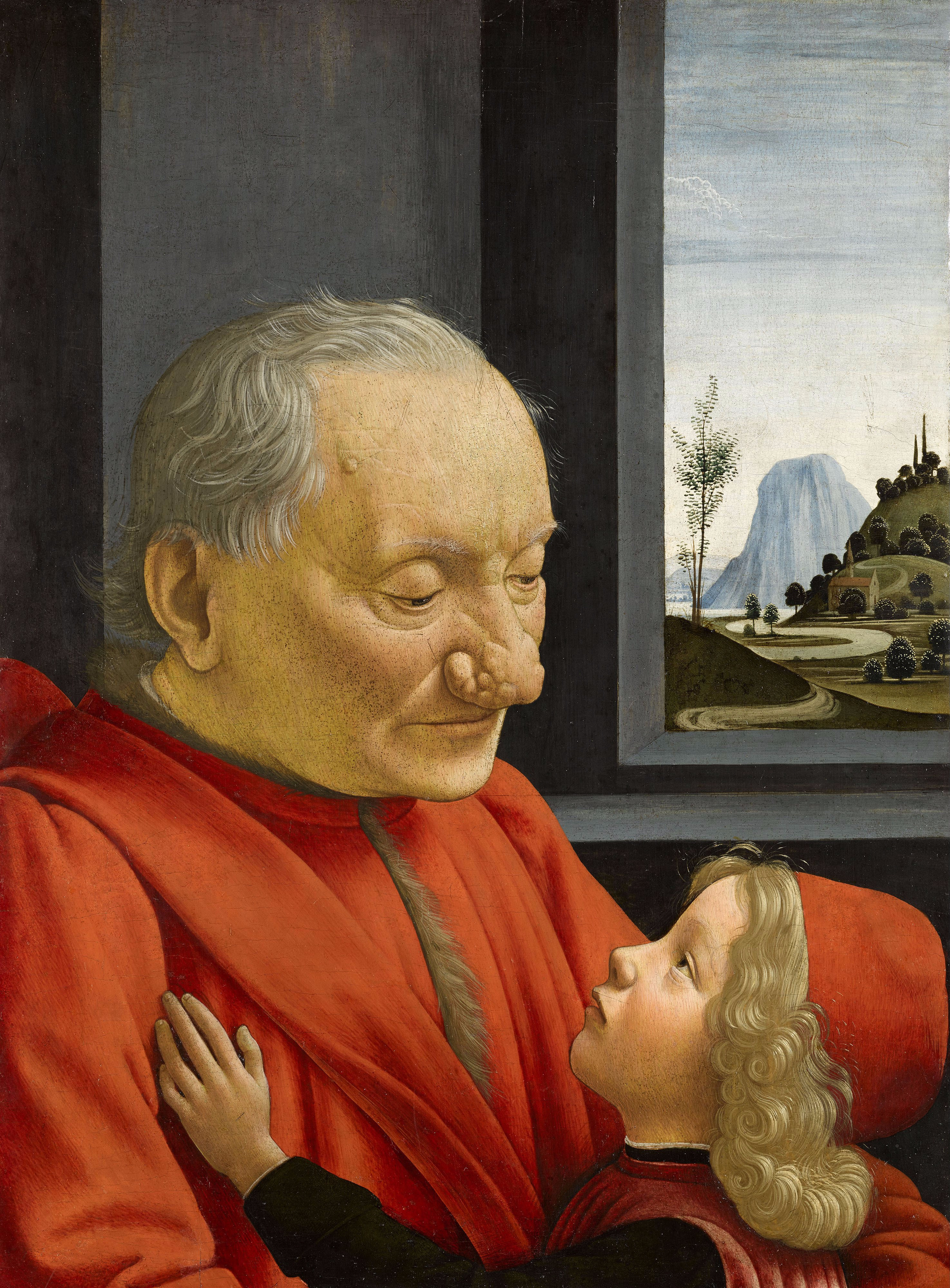
ドメニコ・ギルランダイオの肖像画『老人と孫』。ルーヴル美術館所蔵。

黒い髪とあごひげを生やしたフェデリコ2世・ゴンザーガは、金のフレット模様の刺繍が施されたロイヤルブルーのベルベットの上着に身を包んでいる。ティツィアーノは公爵をこの上なく優雅な物腰で描いている。フェデリコ2世が着ている上着は、主に14世紀半ばから17世紀にかけてヨーロッパで男性が着用したダブレットと呼ばれる上衣であり、下半身は赤色の男性用のタイツを着用している。首には金とラピスラズリのロザリオをかけ、右手の薬指と小指、左手の薬指に指輪をはめ、左手を腰に帯びた剣に添えている。画面左には白いマルタ産の小型犬がおり、主人であるフェデリコ2世に対して親しげに右前脚を上げ、フェデリコ2世もまた右手で犬の背中を愛撫している。豪奢な衣装と小型犬からは貴族としての威厳の中にフェデリコ2世の享楽的な傾向が窺われ、わずかに傾けた頭部と官能的な小さな口は彼の軽薄な性格を示唆している。
本作品はティツィアーノが1523年から1525年頃に制作したフェデリコ2世の叔父のフェラーラ公爵アルフォンソ1世・デステの肖像画とよく似ていることが指摘されている。これらの初期の宮廷肖像画でティツィアーノはいくつかの課題と向き合い、それらを革新的な七分丈の形式、衣服の質感を再現するための絶妙なディテール、モデルの社会的地位や個人的な能力をほのめかす要素を肖像画に含めることで解決した。後者の例として、アルフォンソ1世の肖像画ではティツィアーノは侯爵が大砲の専門家であったことから大砲を画面に加えており、本作品ではフェデリコ2世が愛好したことで知られる小型犬を描いている。両者のポーズも同じであり、片方の手を剣に添え、もう片方の手を大砲あるいは小型犬の上に置いている。
またアルフォンソ1世の愛人であるラウラ・ディアンティの肖像画との類似点も指摘されている。どちらの作品も七分丈の形式であり、特に衣類にウルトラマリンを見事に使用して描いている点で類似している。ラウラ・ディアンティの肖像画では、小型犬のポジションは黒人の子供の使用人が占めており、どちらも主人の愛情の対象として描かれている。通常、男性の肖像画では大型犬が描かれ、女性の肖像画では忠実の象徴として小型犬が描かれることを考えると、フェデリコ2世の肖像画で小型犬が描かれていることは一見すると不自然である。これはおそらく肖像画が描かれた当時、フェデリコ2世が結婚を望んでいたことと関連しており、ロザリオと同様に彼の放埓な過去を取り繕う必要性から描かれたことが考えられる。
犬の品種以上に重要なのは小型犬のポーズである。ティツィアーノはそれによって主従間の愛情ある関係を表現している。これはドメニコ・ギルランダイオが肖像画『老人と孫』（Ritratto di vecchio con nipote）で、幼い孫によって祖父に生気を与えた方法と似ている。

## 来歴
本作品と思われる作品の最初の記録はフェデリコ2世が1529年4月16日に叔父のアルフォンソ1世に宛てた手紙である。この中でフェデリコ2世はティツィアーノが彼の肖像画の制作を開始したことを伝えている。絵画は17世紀にはゴンザーガ家から購入したと思われるレガネス侯爵家（Marqués de Leganés）が所有しており、1642年に侯爵家のコレクションが競売された際にスペイン国王フェリペ4世によって購入された。その後、王室コレクションとしてマドリードのアルカサル王宮で1700年に、再建された新王宮に1747年と1772年に記録されたのち、1821年にプラド美術館に収蔵された。
かつてはアルフォンソ1世の肖像画と考えられていたが、1904年に美術史家ゲオルク・グロナウによってモデルがフェデリコ2世であると特定された。